# Честер (округ, Южная Каролина)
Округ Честер (англ. Chester County) располагается в штате Южная Каролина, США. Административным центром (столицей) является одноимённый город — крупнейший по числу жителей населённый пункт округа Честер.
По состоянию на 2010 год, численность населения округа составляла 33 140 человек.

## История
Округ Честер был официально образован в 1785 году. Своё название округ, как и его столица, получили в честь города в Пенсильвании.

## География
По данным Бюро переписи США, общая площадь округа равняется 1517,742 км2, из которых 1504,792 км2 суша и 6,000 км2 или 0,960 % это водоёмы.

## Население
По данным переписи населения 2000 года в округе проживает 34 068 жителей в составе 12 880 домашних хозяйств и 9 338 семей. Плотность населения составляет 23,00 человека на км2. На территории округа насчитывается 14 374 жилых строений, при плотности застройки около 10,00-ти строений на км2. Расовый состав населения: белые — 59,93 %, афроамериканцы — 38,65 %, коренные американцы (индейцы) — 0,33 %, азиаты — 0,28 %, гавайцы — 0,01 %, представители других рас — 0,25 %, представители двух или более рас — 0,55 %. Испаноязычные составляли 0,75 % населения независимо от расы.
В составе 32,90 % из общего числа домашних хозяйств проживают дети в возрасте до 18 лет, 48,80 % домашних хозяйств представляют собой супружеские пары проживающие вместе, 18,60 % домашних хозяйств представляют собой одиноких женщин без супруга, 27,50 % домашних хозяйств не имеют отношения к семьям, 24,20 % домашних хозяйств состоят из одного человека, 9,90 % домашних хозяйств состоят из престарелых (65 лет и старше), проживающих в одиночестве. Средний размер домашнего хозяйства составляет 2,62 человека, и средний размер семьи 3,11 человека.
Возрастной состав округа: 26,90 % моложе 18 лет, 8,40 % от 18 до 24, 28,20 % от 25 до 44, 23,80 % от 45 до 64 и 23,80 % от 65 и старше. Средний возраст жителя округа 36 лет. На каждые 100 женщин приходится 92,50 мужчин. На каждые 100 женщин старше 18 лет приходится 87,60 мужчин.
Средний доход на домохозяйство в округе составлял 32 425 USD, на семью — 38 087 USD. Среднестатистический заработок мужчины был 30 329 USD против 21 570 USD для женщины. Доход на душу населения составлял 14 709 USD. Около 11,90 % семей и 15,30 % общего населения находились ниже черты бедности, в том числе — 21,20 % молодежи (тех, кому ещё не исполнилось 18 лет) и 14,90 % тех, кому было уже больше 65 лет.